# Národní filmový archiv
Národní filmový archiv (NFA) je specializovaný archiv, který je příspěvkovou organizací Ministerstva kultury České republiky. Zabývá se archivováním, shromažďováním, odborným výzkumem a propagací českých audiovizuálních děl a písemností vztahujících se k těmto dílům. Kromě toho se věnuje také propagaci českých audiovizuálních děl doma i v zahraničí a vydavatelské činnosti. Při své činnosti spolupracuje NFA aktivně s filmovými festivaly, televizními společnostmi, filmovými školami a dalšími kulturními institucemi. NFA byl založen byl v srpnu 1943 a se svými sbírkami se řadí k nejstarším a nejdůležitějším filmovým archivům na světě.
Každý producent jakéhokoliv českého audiovizuálního (filmového) díla má ze zákona povinnost nabídnout Národnímu filmovému archivu k odkoupení dvě nepoškozené kopie tohoto díla, a to do 60 dnů od jeho prvního veřejného uvedení. 
Národní filmový archiv sídlí v Praze, v ulici Závišově v Nuslích, depozitáře se nacházejí v Hradištku u Prahy. Provozuje také kino Ponrepo v ulici Bartolomějské na pražském Starém Městě. Generálním ředitelem NFA je od roku 2011 Michal Bregant.

## Poslání
Národní filmový archiv je paměťová instituce. Jeho posláním je pečovat o filmové dědictví, zprostředkovávat jeho poznávání a napomáhat rozvoji českého audiovizuálního průmyslu a filmové kultury.

## Historie
V roce 1943 vznikl Filmový archiv jako součást Českomoravského filmového ústředí. Ředitelem byl Walter Gottfried Lohmayer, nicméně hybatelem byl zástupce Jindřich Brichta. Od počátku se archiv skládal ze tří hlavních složek, vlastní filmový archivu, neboli filmotéky, dále dokumentační části (kde se shromažďovaly písemnosti ke vzniku filmů) a knihovny.
V roce 1945 byl Filmový archiv převeden do Československého filmového ústavu, v roce 1946 se stal členem Fédération Internationale des Archives du Film (FIAF). Po přechodném zrušení ČSFÚ (obnoven 1963) měl archiv spíše provizorní postavení a často byl nesystémově začleňován a odlučován od dokumentace a knihovny. Konsolidování poměrů došlo po roce 1963, zejména poté, co nastoupil jako vedoucí Bohumil Brejcha. Doba normalizace také přinesla omezování mezinárodních styků.
K změnám došlo po roce 1989. V roce 1990 byl ČSFÚ přejmenován na Český filmový ústav, načež rozhodnutím ministra kultury (Jindřich Kabát) z 1. 7. 1992 byl filmový archiv zcela osamostatněn pod názvem Národní filmový archiv jako příspěvková organizace. Prvním ředitelem se stal chemik a dlouholetý pracovník archivu Vladimír Opěla, dalším ředitelem je od roku 2011 filmový teoretik Michal Bregant.
Od roku 2019 provozovala společnost Blue Sky Film Distribution ve spolupráci s Národním filmovým archivem, Státním fondem kinematografie a spolkem DILIA na YouTube kanál Česká filmová klasika, na kterém zpřístupňovala digitalizované československé filmy. Na konci června 2023 byla spolupráce ukončena a filmy z tohoto kanálu byly odstraněny. NFA následně uvedl, že chce na tento projekt navázat a české filmy na YouTube vrátit. Počátkem prosince 2024 spustil na YouTube vlastní kanál Filmová klasika s obdobným obsahem.

## Členění
Archiv je veden generálním ředitelem, dále se dělí na sekce (čtyři, vedené řediteli) a ty se pak dělí na oddělení (níže uvedeny výběrově).
- Sekce generálního ředitele
  - kino Ponrepo
  - Portál Filmový přehled
  - PR
  - Kreativní Evropa – Media
- Sekce ekonomických a správních agend
  - sekretariát NFA
  - ekonomické oddělení
  - obchodní oddělení
  - správa a údržba budov
  - IT
  - Grantový referát
- Sekce audiovizuálních sbírek
  - oddělení akvizice a archivace
  - oddělení kurátorů
  - digitální laboratoř
  - nabídková povinnost
  - filmová výchova
- Sekce neaudiovizuálních sbírek, výzkumu a informací
  - knihovna
  - oddělení písemných archiválií
  - oddělení výzkumu
  - oddělení orální historie